# Andrzej Stanisław Kowalczyk
Andrzej Stanisław Kowalczyk, né en 1957 à Varsovie en Pologne, est un historien, essayiste et critique littéraire polonais.

## Biographie
Andrzej Kowalczyk est diplômé de littérature polonaise de l'Université de Varsovie, où il enseigne. Il participe aux travaux de l'Institut de Littérature polonais de la même université. Il a dirigé le Département de méthodologie de littérature. Il a pris part à plusieurs séminaires de littérature polonaise à l'Université d'Amsterdam. 
Il a collaboré notamment avec Jerzy Giedroyc, Witold Gombrowicz, Bolesław Miciński (pl), Irena Vincenz, Stanisław Vincenz. Il a publié, entre autres, dans les revues Res Publica Nowa et Zeszyty Literackie. 
Il est l'auteur de Pan Petlura? un essai historique sur le destin de Simon Petlioura, troisième président de la République populaire ukrainienne, assassiné à Paris en 1926 par un anarchiste juif qui voulait venger les pogroms de 1919 en Ukraine. Selon Kowalczyk, Simon Petlioura n'était ni un « pogromiste » ni un « antisémite »

## Ouvrages
(pl)Pan Petlura?, Open 1998  (ISBN 83-85254-55-2) ; Nagroda Fundacji Kultury 1998, nominacja do Nagroda literacka Nike|Nagrody "Nike" 1999 ; wydanie węgierskie: Petljura úr? ; Budapest: Osiris 2000  (ISBN 963-379-75-43)

## Liens
- Andrzej Stanisław Kowalczyk - "Książki zbójeckie, kamienie Wenecji. O polskim eseju"